# Prospekt Mira-Kol'cevaja
Prospekt Mira (in russo Проспект Мира?), che significa Viale della Pace, è una stazione della Metropolitana di Mosca, situata sulla Linea Kol'cevaja. 
Fu progettata da V.G. Gelfreikh e M.A. Minkus e aperta nel 1952. La stazione mostra piloni in marmo bianco decorati con bassorilievi di G.I. Motovilov che esplorano il tema dell'agricoltura sovietica. Le mura esterne sono ricoperte con marmo rosso scuro degli Urali e la stazione viene illuminata da tre serie di candelieri cilindrici.
L'entrata della stazione (disegnata da A.E. Arkin) occupa due piani di un edificio sull'angolo sud-orientale di Prospekt Mira e Protopopovsky Pereulok.

## Trasbordi
Da questa stazione è possibile effettuare il trasbordo a Prospekt Mira sulla Linea Kalužsko-Rižskaja.